# アンゴル
アンゴル（Angol）は、チリのラ・アラウカニア州マレコ県の都市であり、同県の首府。面積1,194km2、人口約49,000人。
景観に恵まれたナウエルブータ国立公園へのアクセスポイントとなっている。

## 歴史
アラウコ戦争時代の1553年に、スペイン人のコンキスタドールのペドロ・デ・バルディビアによって設けられたロス・コンフィネス要塞(Los Confines)を元としている。この要塞は後にマプチェ人の攻撃により陥落し、放棄されたが、アラウカニア制圧作戦時の1862年12月6日にコルネリオ・サアベドラ・ロドリゲスによって再建された。